# فتح فاشودة
فتح فشودة سنة 1865 في عهد القائد العسكري المصري جعفر صادق باشا حكمدار السودان أبدى الخديوي إسماعيل رغبة في اكتشاف منابع النيل وفتح أعالي النيل فأرسل حملة لفتح فاشودة عام 1865 ونجحت الحملة بعد أن استطاعت القوات المصرية بسط سيطرتها على كامل أعالي النيل.

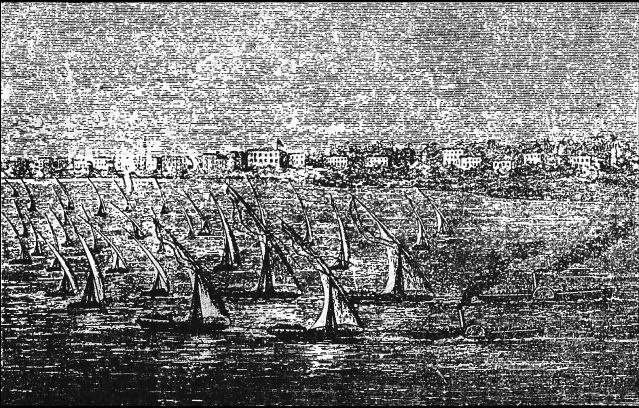
الأسطول النيلي الذي تحرك من الخرطوم 8 فبراير 1870 لفتح إقليم خط الاستواء، وكان مؤلَّفًا من ثلاثين سفينة شراعية وباخرتين.

## فاشودة
فاشودة عبارة عن قرية صغيرة تقع فيما يعرف الآن بدولة جنوب السودان. قريبة من النقطة التي يلتقي فيها نهر النيل الأبيض بنهر السوباط. أسسها الجيش المصري عام 1855 لتصبح قاعدة له من أجل مكافحة تجارة الرقيق في شرق أفريقيا. كانت تقع على أرض مرتفعة على طول مئة ميل من الخط الساحلي المستنقعي، وسكنت المنطقة من قبل سكان شيلوك. وبحلول منتصف سبعينات القرن ال19 أصبحت فاشودة سوقاً مزدحمة ومدينة إدارية ناجحة سميت باسم كودك في بعض الأحيان، وسميت مديرية فاشودة باسم مديرية النيل الأعلى، أو أعالي النيل.

## إعادة فتح فاشودة
في السودان, اندلعت الثورة المهدية بقيادة محمد أحمد المهدي تطالب بانفصال السودان عن مصر، وتحت ضغط إنجلترا انسحب الجيش المصري من السودان عام 1884 لأنهم كانوا يطمعون بالسودان لأنفسهم، فقامت دول الاستعمار بتقسيم الأملاك المصرية لعدة أقسام حصلت بريطانيا على أوغندا والجزء الجنوبي من مديرية خط الاستواء. أما فرنسا كان نصيبها تاغورة وجيبوتي ونظرت للسودان بعد انسحاب الجيش المصري على أنها أرض لا صاحب لها، ولتحقيق أهدافها أرسلت حملة فرنسية من الجنود السنغاليين بقيادة مارشان انطلقت من الغرب الأفريقي (لوانجو) ودخلت إلى السودان عبر حدوده مع الكونغو حتى وصلت إلى منطقة فاشودة وبسطت سيطرتها على حوض أنهار أعالي النيل لمنع إنجلترا من التوغل في قلب أفريقيا. وقام مارشان برفع العلم الفرنسي ايذاناً بضم ذلك الجزء إلى الممتلكات الفرنسية وأعلن أن أعالي النيل فرنسية، وبمجرد أن علم الإنجليز بالحملة الفرنسية صدرت التعليمات لكتشنر (سردار الجيش المصري في السودان) بمتابعة السير في النيل الأبيض إلى فاشودة وأعلن بلفور بأن الحملة جردت لمصلحة مصر، هب كتشنر من فوره من الخرطوم في فصيلة مختلطة من جيشه وبرفقته جنود من الجيش المصري ووصل بعد ثلاثة أسابيع إلى هناك في 19 سبتمبر 1898 على رأس كتيبتين من الجنود مصحوباً بأسطول صغير يضم 5 سفن في النيل قوي التسليح يحمل أفضل القوات البريطانية المنتشية بالنصر في كراري وجيش قوامه 25 ألف من الجنود. عندما وصل وجد معسكر شارمان هناك فاستدعي الضابط الفرنسي إلى مقره الجديد للنظر في أمر وجود جنود فرنسا في تلك المنطقة التي تعتبر من أملاك الخديوي، ولما كان مارشان أقل رتبة من كتشنر فقد ذهب إليه حيث أعلن بأن وجوده إنما كان بأمر من الحكومة الفرنسية ورفض التنازل عن أرض احتلها وأبى إنزال علمه من ساريته. امتنع الضابطان المتخاصمان من الدخول في معركة لفض النزاع وساد لقاء متحضر تناول فيه كتشنر ومارشان البراندي والسيجار، رأى كتشنر درءاً للموقف أن يترك حامية ترابط بالقرب من الفرنسيين ورفع الراية المصرية على مسافة 700 ياردة من الراية الفرنسية واتفق القائدان على الرجوع إلى حكومتيهما لتحديد لمن تكون السيادة على مياه النيل والتوصل إلى حل سياسي للمشكلة أرسل اللورد سالسبوري الوزير البريطاني خطاباً للحكومة الفرنسية يؤكد أن قيام الثورة في السودان لا يفقد الحكومة المصرية حقها فيها فهذه الأرض المتنازع عليها هي ملك لمصر وانتهي الأمر برضوخ فرنسا وانسحابها من فاشودة.